# Universidade do Estado de Mato Grosso
A Universidade do Estado de Mato Grosso Carlos Alberto Reyes Maldonado (Unemat) é uma universidade pública brasileira, fundada em 1978 e mantida pelo governo do estado de Mato Grosso, com sede administrativa no município de Cáceres. Possui câmpus nos municípios de Alta Floresta, Alto Araguaia, Barra do Bugres, Cáceres, Colíder, Diamantino, Juara, Luciara, Nova Mutum, Nova Xavantina, Pontes e Lacerda, Sinop e Tangará da Serra. A contribuição desta universidade é bastante relevante, principalmente para o interior de Mato Grosso, formando milhares de profissionais.

## História
No dia 20 de julho de 1978, foi criado o Instituto de Ensino Superior de Cáceres, que traz em sua história a marca de ter nascido no interior. Com base na Lei Nº 703, foi publicado o Decreto Municipal Nº 190, criando o Instituto de Ensino Superior de Cáceres (IESC), vinculado à Secretaria Municipal de Educação e à Assistência Social, com a meta de promover o ensino superior e a pesquisa. Passa a funcionar como Entidade Autárquica Municipal em 15 de agosto do mesmo ano.
Por meio do Decreto Federal Nº 89.719, de 30 de maio de 1984, foi autorizado o funcionamento dos cursos ministrados pelo Instituto. Em 1985, com a Lei Estadual Nº 4.960, de 19 de dezembro, o Poder Executivo institui a Fundação Centro Universitário de Cáceres (FUCUC), entidade fundacional, autônoma, vinculada à Secretaria de Educação e Cultura do Estado de Mato Grosso, que visa promover a pesquisa e o estudo dos diferentes ramos do saber e a divulgação científica, técnica e cultural.
A Lei Estadual Nº 5.495, de 17 de julho de 1989, altera a Lei Nº 4.960 e, atendendo às normas da legislação de Educação, passa a denominar-se Fundação Centro de Ensino Superior de Cáceres (FCESC).
Em 1992, a Lei Complementar Nº 14, de 16 de janeiro, a Fundação Centro de Ensino Superior de Cáceres (FCESC) passa a denominar-se Fundação de Ensino Superior de Mato Grosso (FESMAT). A expansão da instituição para outras regiões de Mato Grosso ocorre na década de 1990, com a abertura dos núcleos fora de Cáceres. O primeiro a ser criado é o de Sinop em 1990, os de Alta Floresta, Alto Araguaia, Nova Xavantina, Pontes e Lacerda e Luciara em 1991, Barra do Bugres e Colíder em 1994, Tangará da Serra em 1995, e Juara em 1999, entrando em efetivo exercício em 2001.
Em 15 de dezembro de 1993, através da Lei Complementar Nº 30, institui-se a Universidade do Estado de Mato Grosso (Unemat), mantida pela Fundação Universidade do Estado de Mato Grosso (Funemat), e transformou em câmpus os antigos núcleos pedagógicos. Em 10 de janeiro de 1995, o Conselho Estadual de Educação de Mato Grosso homologa e aprova os Estatutos da Funemat e da Unemat por meio da Resolução Nº 001/95-CEE/MT, publicada no Diário Oficial do Estado de Mato Grosso em 14 de março de 1996.
Em 10 de agosto de 1999, a Universidade é credenciada pelo Conselho Estadual de Educação por cinco anos, passando então a gozar de autonomia didática, científica e pedagógica. Em 22 de março de 2012 a instituição foi recredenciada por 06 (seis) anos pela Portaria 002/2012-GAB/CEE/MT, publicada no Diário Oficial do Estado de 21/03/2012.
Em setembro de 2013, a Unemat recebeu em transferência os cursos de graduação em Direito, Enfermagem, Educação Física e Administração que eram oferecidos pela Uned (Faculdade de Ciências Sociais e Aplicadas de Diamantino) e,em dezembro do mesmo ano, a Unemat assumiu os cursos da União do Ensino Superior de Nova Mutum (Uninova), assim como a transferência dos bens móveis e imóveis para a Unemat, passando a ter então 13 câmpus.
Hoje, a Unemat possui 13 câmpus, 17 núcleos pedagógicos e 24 polos educacionais de Ensino a Distância.Cerca de 22 mil acadêmicos são atendidos em 60 cursos presenciais e em outros 129 cursos ofertados em modalidades diferenciadas. Atualmente, a instituição conta com quatro doutorados institucionais, quatro doutorados interinstitucionais (Dinter), três doutorados em rede, 11 mestrados institucionais, um mestrado interinstitucionais (Minter) e cinco mestrados profissionais.  
A Unemat desenvolve ações pioneiras para atender às demandas específicas do Estado. Por meio da Diretoria de Educação Indígena, a Unemat passou a ofertar, a partir de 2001, cursos de licenciaturas específicos e diferenciados para mais de 30 etnias. Os cursos são oferecidos no câmpus de Barra do Bugres.
O programa Parceladas da Unemat foi criado em 1992 como uma modalidade diferenciada de ensino, com objetivo de atender às demandas de formação de professores em diferentes regiões de Mato Grosso. O modelo de formação presencial oferecido em regime parcelado ou em regime contínuo serviu de exemplo para outras universidades brasileiras.
O ensino a distância passou a ser ofertado pela Unemat em 1999, com objetivo inicial de formar professores da rede pública nos cursos de Pedagogia e Educação Infantil. A partir de 2008, a instituição integrou o Sistema Universidade Aberta do Brasil (UAB), passando a ofertar cursos que beneficiam toda a comunidade. Em 2010, a Unemat passou a oferecer por meio da UAB também cursos de bacharelados e atualmente também oferta cursos de especialização lato sensu em diferentes áreas.
No dia 29 de março de 2015, o Conselho Superior Universitário (Consuni) alterou o nome da Universidade em homenagem ao seu primeiro reitor, passando a denominar-se Universidade do Estado de Mato Grosso Carlos Alberto Reyes Maldonado.

## Forma de ingresso
A Unemat adota como formas de seleção para ingresso na graduação o Sistema de Seleção Unificada (SiSU) e o vestibular próprio tradicional. Nas duas modalidades, a Universidade reserva 25% das vagas para estudantes que se audeclaram negros ou pardos e se enquadram no Programa de Integração e Inclusão Étnico-Racial (Piier/Negros), 5% das vagas para candidatos indígenas pelo Piier/Indígenas, 35% para alunos oriundos de escolas públicas e 40% para ampla concorrência. Também é possível ingressar na Instituição por meio de transferências, vagas para portadores de diploma e aluno especial..

### SiSU/Enem
Para ingresso no primeiro semestre letivo de cada ano, a Unemat oferta 100% das vagas presenciais por meio do SiSU, que utiliza como critério de seleção as notas obtidas no Exame Nacional do Ensino Médio (Enem. O calendário de inscrição no Enem, e também do SiSU, é divulgado pelo Ministério da Educação.

### Vestibular próprio
Para ingresso no segundo semestre letivo de cada ano, a Unemat realiza vestibular próprio. O vestibular da Unemat adota a mesma metodologia das provas do Enem, com as áreas de Linguagens, Códigos e suas tecnologias, Matemática e suas tecnologias, Ciências Humanas e suas tecnologias, Ciências da Natureza e suas tecnologias, além de redação. O período de inscrição varia de edital para edital, com divulgação e realização das provas no primeiro semestre de cada ano.

## Cursos de graduação

### Câmpus deAlta Floresta
- Agronomia - Bacharelado (Integral)
- Ciências Biológicas - Bacharelado e Licenciatura (Noturno)
- Direito - Bacharelado (Noturno)
- Engenharia Florestal - Bacharelado (Integral)

### Câmpus deAlto Araguaia
- Ciência da Computação - Bacharelado (Noturno)
- Letras - Licenciatura (Noturno)

### Câmpus deBarra do Bugres
- Arquitetura e Urbanismo - Bacharelado (Integral)
- Ciência da Computação - Bacharelado (Noturno)
- Direito - Bacharelado (Noturno)
- Engenharia de Alimentos - Bacharelado (Integral)
- Engenharia de Produção Agroindustrial - Bacharelado (Integral)
- Matemática - Licenciatura (Noturno)

### Câmpus deCáceres
- Agronomia - Bacharelado (Integral)
- Ciência da Computação - Licenciatura (Matutino)
- Ciências Biológicas - Bacharelado e Licenciatura (Integral)
- Ciências Contábeis - Bacharelado (Matutino)
- Direito - Bacharelado (Matutino)
- Educação Física - Licenciatura (Matutino)
- Enfermagem - Bacharelado (Integral)
- Geografia - Licenciatura (Noturno)
- História - Licenciatura (Noturno)
- Letras - Licenciatura (Noturno)
- Matemática - Licenciatura (Noturno)
- Medicina - Bacharelado (Integral)
- Pedagogia - Licenciatura (Noturno)

### Câmpus deColíder
- Cursos de oferta diferenciada em turma única (variam a cada semestre)

### Câmpus deDiamantino
- Administração - Bacharelado (Noturno)
- Direito - Bacharelado (Noturno)
- Educação Física - Licenciatura (Noturno)
- Enfermagem - Bacharelado (Integral)

### Câmpus deJuara
- Administração - Bacharelado (Noturno)
- Pedagogia - Licenciatura (Noturno)

### Câmpus deLuciara
- Cursos de oferta diferenciada em turma única (variam a cada semestre)

### Câmpus deNova Mutum
- Administração - Bacharelado (Noturno)
- Agronomia - Bacharelado (Integral)
- Ciências Contábeis - Bacharelado (Noturno)

### Câmpus deNova Xavantina
- Agronomia - Bacharelado (Integral)
- Ciências Biológicas - Licenciatura (Noturno)
- Engenharia Civil - Bacharelado (Integral)
- Turismo - Bacharelado (Noturno)

### Câmpus dePontes e Lacerda
- Direito - Bacharelado (Noturno)
- Letras - Licenciatura (Noturno)
- Zootecnia- Bacharelado (Integral)

### Câmpus deSinop
- Administração- Bacharelado (Noturno)
- Ciências Contábeis - Bacharelado (Matutino)
- Ciências Econômicas - Bacharelado (Matutino)
- Engenharia Civil - Bacharelado (Integral)
- Engenharia Elétrica - Bacharelado (Integral)
- Geografia - Licenciatura (Noturno)
- Letras - Licenciatura (Noturno)
- Matemática - Licenciatura (Noturno)
- Pedagogia - Licenciatura (Noturno)
- Sistemas de Informação - Bacharelado (Noturno)

### Câmpus deTangará da Serra
- Administração - Bacharelado (Matutino e Noturno)
- Agronomia - Bacharelado (Integral)
- Ciências Biológicas - Bacharelado e Licenciatura (Noturno)
- Ciências Contábeis - Bacharelado (Noturno)
- Enfermagem - Bacharelado (Integral)
- Engenharia Civil - Bacharelado (Integral)
- Jornalismo - Bacharelado (Noturno)
- Letras - Licenciatura (Noturno)

## Cursos de pós-graduação

### Câmpus deAlta Floresta
- Biodiversidade e Agroecossistemas Amazônicos - Mestrado acadêmico

### Câmpus deBarra do Bugres
- Ensino de Ciências e Matemática - Mestrado acadêmico
- Ensino em Contexto Indígena Intercultural - Mestrado profissional
- Matemática - Mestrado profissional

### Câmpus deCáceres
- Ciências Ambientais - Mestrado acadêmico e doutorado acadêmico
- Educação - Mestrado acadêmico
- Ensino de História - Mestrado profissional
- Geografia - Mestrado acadêmico
- Letras - Mestrado profissional
- Linguística - Mestrado acadêmico e doutorado acadêmico

### Câmpus deNova Xavantina
- Ecologia e Conservação - Mestrado acadêmico e doutorado acadêmico

### Câmpus deSinop
- Educação Inclusiva - Mestrado profissional
- Letras - Mestrado acadêmico
- Letras - Mestrado profissional
- Matemática - Mestrado profissional

### Câmpus deTangará da Serra
- Ambiente e Sistemas de Produção agrícola - Mestrado acadêmico
- Ensino de Biologia - Mestrado profissional
- Estudos Literários - Mestrado acadêmico e doutorado acadêmico

### Multicâmpus
- Genética e Melhoramento de Plantas - Mestrado acadêmico (aulas em Alta Floresta, Cáceres e Tangará da Serra)

### Polo de Ensino de Cuiabá
- Rede Nacional em Gestão e Regulação de Recursos hídricos - Mestrado profissional em rede
- Propriedade Intelectual e Transferência de Tecnologia para Inovação - Mestrado profissional em rede
- Rede em Biodiversidade e Biotecnologia da Amazônia Legal - Doutorado acadêmico em rede
- Rede em Biotecnologia e Biodiversidade - Doutorado acadêmico em rede
- Rede Amazônica de Educação em Ciências e Matemática - Doutorado acadêmico em rede

## Presença da Universidade no Estado
Atualmente a universidade conta com:
- Câmpus Universitários: Alta Floresta, Alto Araguaia, Barra do Bugres, Cáceres, Colíder, Diamantino, Juara, Luciara, Nova Mutum, Nova Xavantina, Pontes e Lacerda, Sinop e Tangará da Serra.
- Câmpus Avançados: Rondonópolis e Lucas do Rio Verde [3].
- Polos Pedagógicos de ensino a distância: Água Boa, Alto Araguaia, Arenápolis, Aripuanã, Barra do Bugres, Cáceres, Campo Verde, Colíder, Comodoro, Cuiabá, Diamantino, Guarantã do Norte, Jauru, Juara, Juína, Nova Xavantina, Pedra Preta, Pontes e Lacerda, Porto Espiridião, Primavera do Leste, Sapezal, São Félix do Araguaia, Sorriso e Vila Rica.
- Núcleos Pedagógicos de modalidades diferenciadas: Alta Floresta, Alto Araguaia, Araputanga, Aripuanã, Brasnorte, Campos de Júlio, Santo Antônio do Caramujo (distrito de Cáceres), Colíder, Confresa, Itiquira, Juara, Luciara, Marcelândia, Matupá, Mirassol d'Oeste, Nova Lacerda, Rio Branco, São José dos Quatro Marcos, Sinop, Sorriso, Tapurah, Vila Bela da Santíssima Trindade e Vila Rica.